# روکش‌کاری لیزری

## روکش کاری لیزری
می‌توان گفت روکش کاری لیزری در هرجایی که به محافظت از قطعات در برابر خوردگی، استهلاک، ساییدگی، زنگ زدگی و ایجاد حفره نیاز است، کاربرد دارد.
روکش کاری لیزری نوعی آلیاژسازی سطحی با استفاده از لیزر می‌باشد. در این فرایند لایه‌ای از یک ماده را به‌طور دقیق بر روی اجسام نشانده که این عمل سبب افزایش مقاومت در برابر خوردگی و زنگ زدگی بدون القای مغناطیس می‌گردد. گسترش فلزات سخت جدید و آلیاژهای مقاوم در برابر خوردگی سبب کاربرد بیشتر روکش کاری (آبکاری) لیزری گردیده است. در طی این فرایند یک لایه از آلیاژ بر روی ماده پایه توسط لیزر ذوب می‌شود، البته با حداقل میزان ذوب ماده پایه. و بین دو ماده پیوند جامد تشکیل می‌شود. این عمل مشابه جوشکاری می‌باشد که با اعمال لیرز و ذوب دو ماده، مابین آن‌ها پیوند متالوژیکی تشکیل شده و با یکدیگر آمیخته می‌شوند. در گذشته ایجاد یک لایه سخت به روش سنتی بسیار زمان بر بود و سبب ایجاد ناهمواری در سطح می‌گردید. همچنین در روش‌های سنتی لازم بود تا چند لایه بر روی یکدیگر قرار گیرند که این امر موجب ضخیم شدن سطح می‌گردید. مزیت‌های این نوع پردازش نسبت به سایر روش‌ها عبارت است از:
۱- دقت بالا و لایه نشانی با ضخامت دلخواه از ۱/۰ میلی‌متر تا چند سانتیمتر
۲-ایجاد پیوند متالوژیکی بین ماده روکش و ماده پایه
۳-کم بودن انرژی و گرمای منتقل شده به ماده پایه
۴-امکان گسترده برای انتخاب از میان مواد پودری همگن و غیر همگن

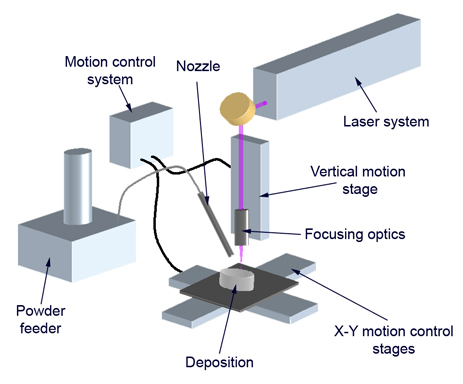
A schematic of the equipment

۵-امکان پردازش هر ماده دلخواه
۶-ارزان تر بودن نسبت به سایر روش‌ها

## کاربردها
مهمترین استفاده از این روش در بخش‌های صنعتی چون ساخت کارخانه‌ها، مهندسی و ساخت ماشین آلات مختلف، هواپیما، خودرو و به ویژه صنعت نفت می‌باشد. در صنعت نفت وجود یک لایه مقاوم در برابر ساییدگی و زنگ زدگی سبب عملکرد بهتر و طولانی‌تر قطعات می‌گردد. روکش کاری می‌تواند برای ایجاد یک لایه سطحی کاملاً جدید یا ترمیم بخش‌های آسیب دیده مورد استفاده قرار گیرد. به‌طور مثال از این روش می‌توان برای روکش کاری تثبیت‌کننده یا سایر اجزای دریل که از استیل غیر مغناطیسی ساخته شده‌اند استفاده کرد. همچنین از این روش می‌توان برای روکش کاری اجسام با شکل هندسی پیچیده و سه بعدی نیز استفاده کرد.
روکش کاری لیزری فرایندی پیچیده شامل پارامترهای مختلفی از قبیل اندازه موضعی پرتو، میزان سرعت تأمین و جریان تزریق پودر و... می‌باشد که با تغییر آن‌ها می‌توان میزان سرعت و نتیجه نهایی کار را بهبود بخشید. به‌طور مثال سرعت روکش کاری در حدود چند سانتی متر مربع در دقیقه برای لایه‌هایی با ضخامت ۱ میلی‌متر می‌باشد.

## لیزرها
انواع مختلف لیزر مانند CO₂،  Nd:YAG لیزرهای دیودی و فیبری  با توان خروجی بین ۱۰۰ وات تا چند کیلو وات  که به‌طور پالسی یا پیوسته کار می‌کنند در روکش کاری استفاده می‌شود. در اغلب اوقات از لیزرهای  CO₂استفاده می‌شود. اما طول موج لیزرهای  Nd:YAG  برای پردازش مواد فلزی مناسب تر می‌باشد. و سیستم‌های روکش کاری با لیزرهای دیودی نیز می‌توانند با توانی برابر نصف توان لیزرهای CO₂ همان عملکرد را داشته باشند.

## سیستم کنترل
سیستم‌های کنترل از اساسی‌ترین بخش‌ها در روکش کاری لیزری می‌باشند که معمولاً از سیستم‌های کنترل عددی کامپیوتری چند محوری (CNC) استفاده می‌شود. یک سیستم CNC می‌تواند برای اشکال هندسی پیچیده برنامه‌ریزی شود. همچنین می‌توان داده‌ها را به‌طور مستقیم در برنامه CAD وارد کرده یا از طریق کشیدن هندسه اجزا در یک برنامه دیجیتالی اتوماتیک سیستم را برنامه‌ریزی کرد. نرم‌افزار CAM نیز به‌طور اختصاصی برای طراحی لیزری و روکش کاری لیزری طراحی گردیده است که می‌تواند آنالیزهای لازم را در ساختارهای متفاوت انجام دهد.

## انجام فرایند
روکش کاری لیزری معمولاً به صورت تک مرحله‌ای (اعمال ماده روکش در حین فرایند از طریق پودر یا مفتول) یا دو مرحله‌ای (اعمال ماده روکش و ایجاده پلاسما از طریق تابش و ذوب دوباره توسط لیزر) انجام می‌شود. به‌طور مثال در صنعت نفت از روش تک مرحله‌ای استفاده می‌گردد. لیزر سبب ایجاد یک استخر مذاب به همراه گاز داخلی می‌گردد. برای پوشش دادن یک منطقه وسیع لیزر باید مسیرهای هم پوشانی شده را دنبال کند. ضخامت لایه نهایی ایجاد شده معمولاً ۱-۲  میلی‌متر می‌باشد. گرچه در این روش به سبب دمای بالای موضعی ایجاد شده توسط لیزر  یا مدت زمانی که لازم است تا لیزر مسیرهای چندگانه هم پوشانی شده را در یک منطقه گسترده طی کند، به ماده پایه استرس وارد می‌شود  اما این گرما از میزان گرمایی که در روش‌های سنتی لایه نشانی چند لایه ایجاد می‌شد کمتر می‌باشد. فرایند روکش کاری دو مرحله‌ای معمولاً برای سطوح صاف مورد استفاده قرار می‌گیرد.

## سیستم‌های تامین‌کننده پودر
سیستم‌های تأمین‌کننده پودر بسته به نوع پیچیدگی و قابلیت دسترسی به اجزا مورد پردازش متفاوت می‌باشند. در روکش کاری لیزری با استفاده از لایه نشانی پودری، روشی که پودر در استخر مذاب قرار می‌گیرد از اهمیت بالایی برخوردار است. این عامل به‌طور خاص بر روی میزان مصرف پودر یا حدی که سبب رخ دادن اکسیداسیون از طریق واکنش با هوای اطراف و همچنین ایجاد ناهمواری در لایه سطحی اثرگذار است.
محققان اجزایی را برای نازل‌های پودر طراحی کرده‌اند که امکان جابه جایی سریع و تعویض هر یک از اجزا به‌طور جداگانه وجود دارد. وجود سیستم خنک‌کننده آبی نیز می‌تواند سبب گردد تا نازل‌ها بتوانند تا چندین ساعت کارکنند.
نازل‌های پودر غیر محوری: در این نوع نازل‌ها پودر به‌طور افقی در مسیر پرتو قرار می‌گیرد. این نازل‌ها دارای این قابلیت‌ها می‌باشند: زاویه برخورد متغیر بین ۸۰-۵۰ درجه، دسترسی آسان به اجزا به علت طراحی نازل‌های کوچک‌تر (عرض ۳ میلی‌متر) و امکان جابه جا کردن نازل با نازل‌های دهانه گرد و مستطیلی شکل.
نازل هم محور مجزا: در این نازل یک مسیر متشکل از حداقل سه مسیر جانبی به‌طور هم محور با پرتو لیزر برای ایجاد کانون استفاده می‌گردد. مهم‌ترین ویژگی این نازل عبارت است از: قابلیت پردازش سه بعدی که در آن نازل امکان انحراف تا ۱۸۰ درجه را دارد، مناسب برای روکش کاری راه‌های پهن (۷-۲ میلی‌متر) و دارای یک سیستم کنترل گازی.
نازل‌های هم محور برای کاربردهای پیوسته:  در این نازل پودر از طریق یک سوراخ حلقه‌ای شکل کانونی که هرچه به سرنازل نزدیک تر می‌شود نازک تر می‌گردد؛ انتقال می‌یابد. این نازل سبب کاهش ضخامت پودر تا ۱میلیمتر می‌شود. مهم‌ترین ویژگی‌های آن عبارتند از: امکان استفاده در اجسام سه بعدی با میزان انحراف ۲۰ درجه، مناسب برای روکش کاری راه‌های باریک (کمتر از ۱ میلی‌متر) و دارای یک سیستم کنترل گازی

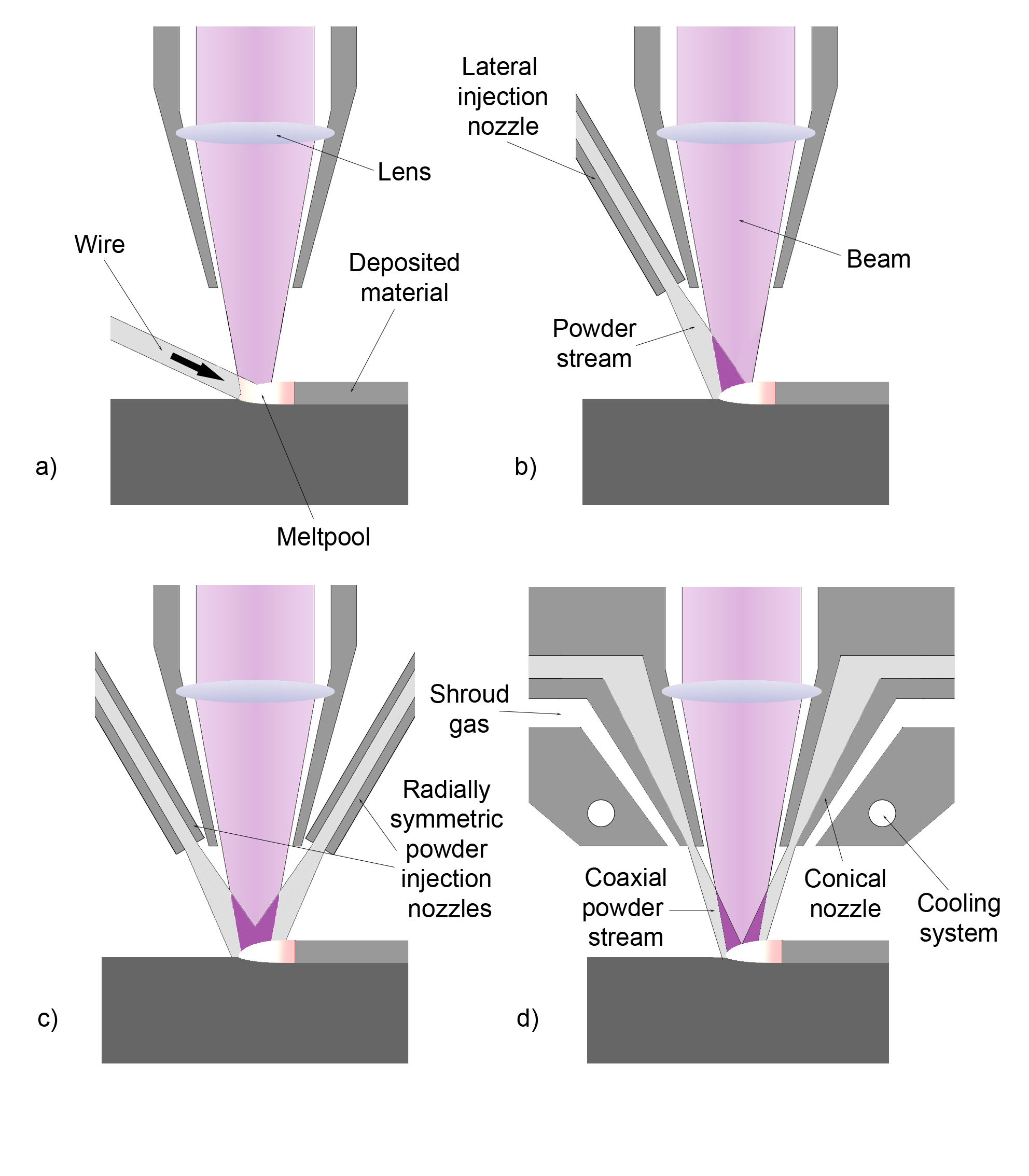
The different feeding systems available

## تازه‌ها
در این راه نوآوری‌های بسیاری در حال شکل‌گیری می‌باشد و محققان سراسر دنیا در حال ابداع روش‌های کارآمد تر و استفاده از مواد مختلف می‌باشند. به‌طور مثال محققان توانسته‌اند با استفاده از یک لیزر دیودی ۳ کیلو واتی و یک نازل هم محور تأمین‌کننده پودر برسانند یا دریافته‌اند که اضافه کردن ذرات نانو CO₂  با لیزر هزینه لایه نشانی تنگستن کاربید را به یک سوم هزینه این کار می‌تواند به‌طور قابل توجهی مقاومت در برابر خوردگی را افزایش دهد. Al2O3
زمینه‌های پیشرفت: بهبود پودر از لحاظ متالوژیکی و سیستم انتقال پودر – استفاده از مفتول از پیش گرم شده به جای پودر برایی افزایش بازده و سرعت و کاهش اتلاف و غبار- تکنولوژی و ماشین آلات برای روکش کاری سطوح بزرگ.